# Journal of the American Chemical Society
Journal of the American Chemical Society je nedeljni recenzirani naučni časopis koji je uspotavilo 1879. Američko hemijsko društvo. Ovaj časopis je apsorbovao dve druge publikacije tokom svoje istorije, Journal of Analytical and Applied Chemistry (jula 1893) i American Chemical Journal (januara 1914). U njemu se objavljuju originalni istraživački članci iz svih polja hemije. Od 2002, glavni urednik časopisa je Peter J. Stang (Univeritet Utaha). Godine 2014, časopis je prešao na model objavljivanja hibridnog otvorenog pristupa.

## Spoljašnje veze
- Званични веб-сајт